# West Rushville, Ohio
West Rushville là một làng thuộc quận Fairfield, tiểu bang Ohio, Hoa Kỳ. Năm 2010, dân số của làng này là 134 người.

## Dân số
- Dân số năm 2000: 132 người.
- Dân số năm 2010: 134 người.